# Augustin Dubail

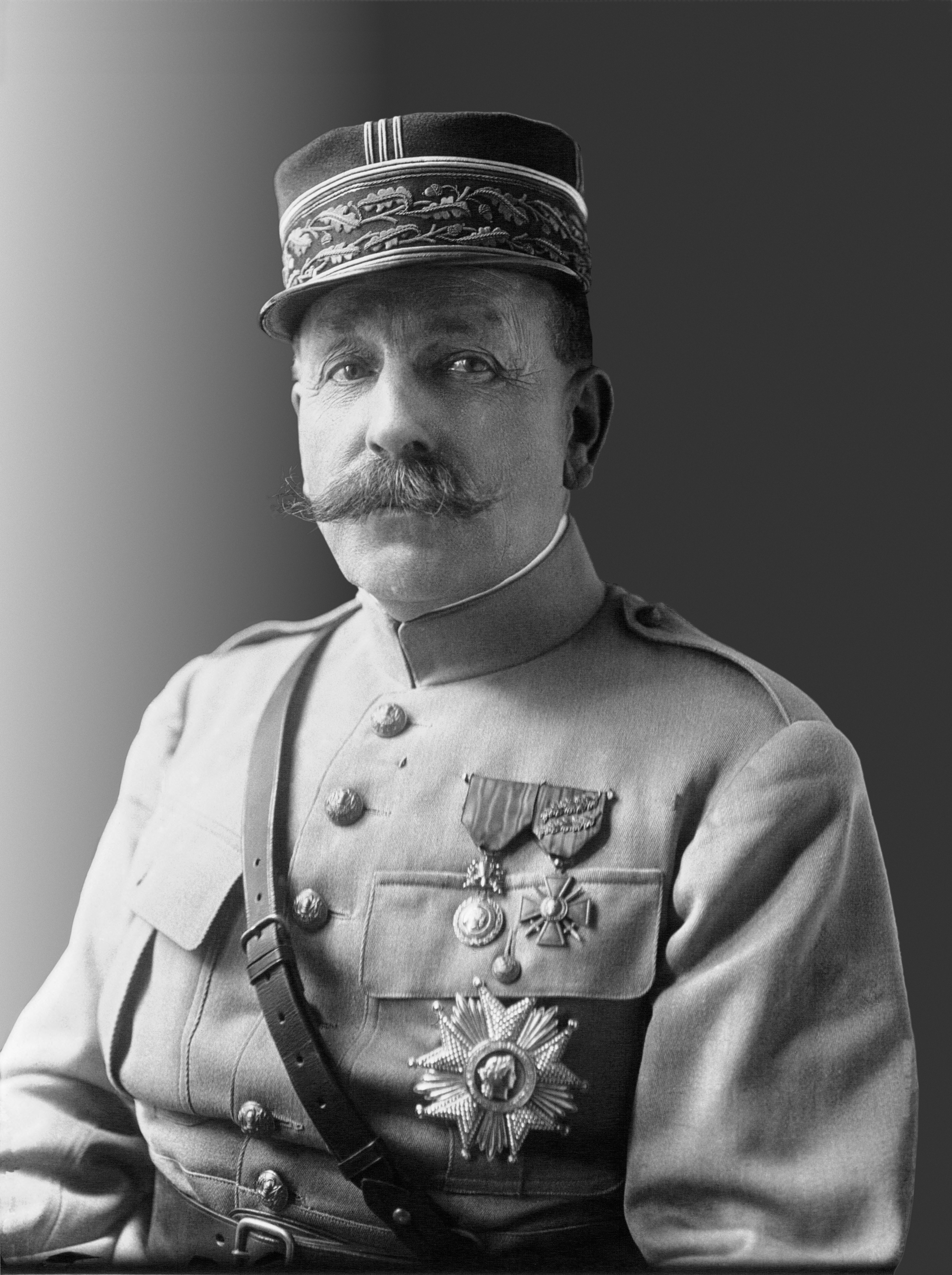
Augustin Dubail, 1921

Augustin Yvon Edmond Dubail (* 15. April 1851 in Belfort; † 7. Januar 1934 in Paris) war ein französischer Offizier, zuletzt Général d’armée, und Großkanzler der Ehrenlegion von 1918 bis zu seinem Tod.

## Leben
1868 in die Militärschule Saint-Cyr aufgenommen, nahm Dubail als junger Offizier am Deutsch-Französischen Krieg teil. 1878 schloss er die École de guerre als Capitaine ab und war von 1883 bis 1887 Aide-de-camp unter mehreren Kriegsministern. Anschließend wurde er Lehrer an der Militärschule Saint-Cyr.
Von 1901 bis 1904 befehligte Dubail das 1. Zouaven-Regiment und war anschließend Kabinettschef unter Kriegsminister Maurice Berteaux. 1906 wurde er als Général de brigade Kommandant der Militärschule Saint-Cyr. Nach seiner Beförderung zum Général de division erhielt er ein Divisionskommando, bevor er 1911 zum Chef des Generalstabs der Armee ernannt wurde. In dieser Funktion nahm er während der Zweiten Marokkokrise an Gesprächen über eine britische Kriegsbeteiligung mit Kriegsminister Adolphe Messimy und Henry Hughes Wilson teil und unternahm eine Mission nach Russland, bei der er die Zusage einer frühzeitigen Invasion Ostpreußens erhielt. Bereits Ende Juli 1911 wurde er von Joseph Joffre abgelöst.
Anfang 1912 erhielt Dubail den Befehl über ein Armeekorps und wurde im April 1913 Mitglied im Obersten Kriegsrat. Bei Ausbruch des Ersten Weltkriegs erhielt Dubail den Befehl über die am rechten französischen Flügel eingesetzte 1. Armee, mit der er einen Vorstoß auf Sarrebourg unternahm, sich aber bald wieder zurückziehen musste (vgl. Schlacht in Lothringen). Im Januar 1915 erhielt Dubail den Befehl über die Groupe provisoire du l'Est, später umbenannt in Groupe d'Armées de l'Est. Diese Heeresgruppe hielt die Front zwischen der Schweizer Grenze bis einschließlich Verdun. Obwohl er Joffre Ende 1915 über die Möglichkeit eines deutschen Angriffs auf Verdun informiert hatte, wurde er nach dem Erfolg des deutschen Angriffs auf Verdun Anfang 1916 verantwortlich gemacht und im März von seinem Posten abberufen.
Dubail war anschließend bis zum Frühjahr 1918 Kommandant des Camp retranché de Paris. Im Juni 1918 wurde er zum Großkanzler der Ehrenlegion ernannt, was er bis zu seinem Tod im Alter von 82 Jahren blieb. Sein Grab befindet sich auf dem Cimetière Montparnasse.